# Flughafen Kigali

i7
i11
i13
Der Kigali International Airport (IATA-Code: KGL, ICAO-Code: HRYR) ist ein internationaler Verkehrsflughafen bei Kigali und der wichtigste Flughafen von Ruanda.
Er dient als Transitflughafen für Goma und Bukavu im östlichen Kongo. Der Flughafen liegt im Vorort Kanombe, etwa 12 Kilometer östlich des Zentrums von Kigali.
Im Jahr 2016 wurden auf dem Flughafen 710.000 Passagiere abgefertigt.
Bis 2028 soll der Flughafen durch den seit 2016 in Bau befindlichen Bugesera International Airport ersetzt werden.

## Flugverbindungen
Kigali ist der Heimatflughafen von RwandAir, die von hier aus nationale und internationale Ziele in Afrika, Westeuropa und auf der Arabischen Halbinsel anfliegt. Darüber hinaus operieren weitere afrikanische Fluggesellschaften.

## Zwischenfälle
- Am 12. November 2009 meldete die Besatzung einer Bombardier CRJ100 der RwandAir (Luftfahrzeugkennzeichen 5Y-JLD) nach dem Start vom Flughafen Kigali in Richtung Entebbe technische Probleme und bat um eine Rückkehr zum Flughafen. Das Flugzeug landete sicher und erreichte seine zugewiesene Parkposition. Der Kapitän meldete, dass sich die Leistung der Triebwerke nicht drosseln ließe und diese weiterhin bei voller Leistung verblieben, woraufhin sich die Maschine wieder in Bewegung setzte, beschleunigte, einige Zäune durchbrach und wenig später mit einem Gebäude kollidierte. Von den zehn Fluggästen und drei Besatzungsmitgliedern überlebte ein Passagier den Unfall nicht. Am Flugzeug kam es zu starken strukturellen Schäden; es musste abgeschrieben werden (siehe auch RwandAir-Flug 205).[3]

### Attentat 1994
- Am 6. April 1994 wurde ein Flugzeug des Typs Dassault Falcon 50 während des Landeanflugs von Unbekannten abgeschossen. Dabei kamen die an Bord befindlichen Präsidenten Ruandas und Burundis, Juvénal Habyarimana und Cyprien Ntaryamira, ums Leben. Das Attentat löste den Völkermord in Ruanda mit mindestens 800.000 Todesopfern unter den Tutsi und gemäßigten Hutu aus (siehe auch Abschuss des Präsidentenflugzeugs in Ruanda am 6. April 1994).[4]